# Федоровский, Александр Дмитриевич
Александр Дмитриевич Федоровский (род. 10 января 1931, Ленинград) — советский и украинский физик. Доктор физико-математических наук. Член-корреспондент АН УССР (1982).

## Биография
В 1956 г. окончил Ленинградский институт точной механики и оптики. В 1956—1980 гг. работал на заводе «Арсенал» в Киеве, где организовал и возглавил Специальное конструкторское бюро.
C 1980 в Институте гидромеханики АН УССР. В 1981—1987 гг. — директор Института гидромеханики АН УССР.
С 1987 по 1992 г. руководитель СКТБ, заместитель директора по научной работе Морского гидрофизического института НАН Украины в Севастополе.
С 1993 г. заведует отделом аэрокосмических исследований в геоэкологии Центра аэрокосмических исследований Земли Института геологических наук НАН Украины.

## Научная деятельность
На заводе «Арсенал» в Киеве, организовал и возглавил специальное конструкторское бюро. За этот период под его руководством был создан и принят для оснащения военно-морского флота и Центра подготовки космонавтов ряд образцов новых оптико-электронных комплексов. В течение 1965—1980 гг. ученый проводил в различных районах Мирового океана комплексные морские испытания созданной аппаратуры. В результате исследований был получен уникальный научный материал, который позволил выявить новые гидрофизические явления, впоследствии подтвержденные рядом авторских свидетельств. Тогда же Федоровский выполнил весомые экспериментальные исследования процессов, происходящих на свободной морской поверхности, на грани взаимодействия «вода—атмосфера». Он одним из первых экспериментально обнаружил и углубленно исследовал возникновение на морской поверхности холодного «скин-слоя» и использовал это явление как информативный фактор при создании авиационных дистанционных систем зондирования морской поверхности для решения специальных задач.
В Институте гидромеханики при нём был построен, оснащён и введён в эксплуатацию лабораторный комплекс и специальное сооружение с бассейном, на базе которых проводились многочисленные эксперименты. Их результаты стали основой для разработки в СКТБ института новых гидрофизических систем для военно-морского флота.
В ходе лабораторных и натурных исследований была установлена взаимосвязь между пространственными характеристиками температурных полей на морской поверхности и гидродинамическими явлениями, происходящими на глубинных горизонтах в различных гидрологических условиях. Эти исследования начали создание в институте нового научного направления — гидрооптики.
Научные поиски ученого в Центре аэрокосмических исследований Земли Института геологических наук НАН Украины направлены на разработку методологии дешифрирования космических снимков с помощью системного подхода, анализа структурно-текстурных признаков и на создание компьютерных программ для решения водохозяйственных и водоохранных задач. Под его руководством и при непосредственном участии научно обоснована и разработана оригинальная методика оценки экологического состояния водных экотонов типа «река-водохранилище» и «река—море».
Результаты научной деятельности Федоровского нашли признание как на Украине, так и за рубежом. Он неоднократно выступал с докладами на заседаниях Научного совета по гидрофизике и Научного совета по гидродинамики АН СССР, научно-технического совета НАН Украины по проблемам Военно-Морских сил Украины, принимал участие в международных конференциях.
195 печатных работ, в том числе 5 монографий, справочника, 130 статей и 60 патентов и авторских свидетельств. Девять его учеников защитили диссертации.
Среди работ — «Информатизация аэрокосмического землеведения», соавторы С. Довгий, В. Лялько, А. Трофимчук, А. Азимов, 2001.

## Награды
- Заслуженный деятель науки и техники Украины (2007)
- Лауреат Государственной премии Украины в области науки и техники (2005).
- Орден Трудового Красного Знамени (1985).